# Staatliches Unternehmen Russische Autobahnen
Das Staatliche Unternehmen Russische Autobahnen (russisch: Государственная компания Российские автомобильные дороги, allgemein als Awtodor bezeichnet) ist der Staatliche Autobahnbetreiber der Russischen Föderation. Es wurde 2009 gegründet und verwaltet über 5000 km Autobahnen, Schnellstraßen und Autobahnähnliche Straßen. Derzeitiger Vorstandsvorsitzender von Awtodor ist Wjatscheslaw Petuschenko.

## Zuständigkeit
Awtodor vergibt und verwaltet Mittel aus dem föderalen Haushalt für den Bau, die Entwicklung und den Betrieb von Autobahnen und Schnellstraßen. Von 2013 bis 2022 gab Awtodor Angebote für zehn Großprojekte ab, darunter die Finanzierung, den Bau und den Betrieb von vier Bauabschnitte des zentralen Autobahnrings A113, der neuen Autobahn M11 zwischen Moskau und Sankt Petersburg und der neuen Schnellstraße M12 zwischen Moskau und Kasan. Außerdem wurden Ausschreibungen für die Planung, die Renovierung und den Betrieb eines Schnellstraßenabschnitts der M1 sowie der Bau von zwei Autobahnabschnitte der M4 bekannt gegeben. Zukünftig ist auch geplant eine Autobahn von Samara über Wolgograd bis nach Krasnodar zu bauen.